# 文化民主連合
文化民主連合（ぶんかみんしゅれんごう、アラビア語: التجمع من أجل الثقافة والديمقراطية、フランス語: Rassemblement pour la Culture et la Démocratie、英語: Rally for Culture and Democracy、カビル語：Agraw i Yedles d Tugdut、略称：RCD）は、アルジェリアの政党。
政治的には世俗主義の推進とベルベル人地区におけるカビル語族を基盤としている。文化民主連合は、アルジェリア政治におけるベルベル人の自由主義政党として見なされている。
党首はサイド・サディで1995年に大統領選挙に立候補し9.3パーセントの票を得た。1997年総選挙で文化民主連合は380議席中19議席を得た。2002年総選挙はボイコットしたが、2004年大統領選挙には再びサイド・サディを擁立し1.9パーセントを獲得した。2007年総選挙にも参加し389議席中19議席を得た。

## 関連事項
- ベルベル人
- アルジェリアの政治
- カビル自治運動 (MAK) - カビル人の自治拡大運動
- 社会主義勢力戦線 (FFS) - ベルベル人の主要社会主義政党
- Arouch Movement - ベルベル人の伝統的村議会における政治組織
- 自由主義政党の一覧 List of liberal parties